# Bela Crkva (Serbia)
Bela Crkva (in serbo Бела Црква?, in ungherese Fehértemplom, in tedesco Weisskirchen o Weiskirchen, in romeno Biserica Alba) è una città e una municipalità del distretto del Banato Meridionale nel sud-est della provincia autonoma della Voivodina, Repubblica di Serbia, al confine con la Romania.

## Geografia fisica

### Territorio
Il comune di Bela Crkva si estende per 353 km², e comprende le seguenti cittadine:
- Banatska Palanka
- Stara Palanka
- Banatska Subotica
- Vracev Gaj
- Grebenac
- Dobricevo
- Dupljaja
- Jasenovo
- Kajtasovo
- Kaluderovo
- Kruscica
- Kusic
- Crvena Crkva
- Cesko Selo

### Clima
Bela Crkva e i dintorni hanno un clima continentale, caratterizzato da estati lunghe e calde, inverni più freddi, e a volte con nevicate, primavere più corte ed autunni più caldi. A dare particolarità al clima di Bela Crkva è il vento Kosava, un vento freddo e forte. Un altro vento freddo, che soffia spesso d'inverno, è il Severac.

## Economia

### Turismo
Nei dintorni di Bela Crkva esistono sei laghi artificiali, di diversa superficie e profondità, che alimentano lo sviluppo turistico balneare estivo, e quello sportivo-ricreativo. Nella stessa città è presente il "Lago cittadino", nel quale sono presenti spiagge, ristoranti, bungalow...